# 博讷伊莱索
博讷伊莱索（法語：Bonneuil-les-Eaux，法語發音：[bɔnœj le.z‿o]）是法国瓦兹省的一个市镇，属于克莱蒙区。

## 地理
博讷伊莱索（49°40'41"N, 2°14'8"E）面积18.29 平方千米，位于法国上法蘭西大區瓦兹省，该省份为法国北部内陆省份，北起索姆省，西接厄尔省和滨海塞纳省，南至塞纳-马恩省和瓦兹河谷省，东临埃纳省。
与博讷伊莱索接壤的市镇（或旧市镇、城区）包括：布朗福塞、塞勒河畔克鲁瓦西、埃凯努瓦、弗莱希、古伊莱格罗塞莱耶、帕亚尔、弗朗叙尔、阿利维莱尔、拉瓦德莫日洛图瓦。

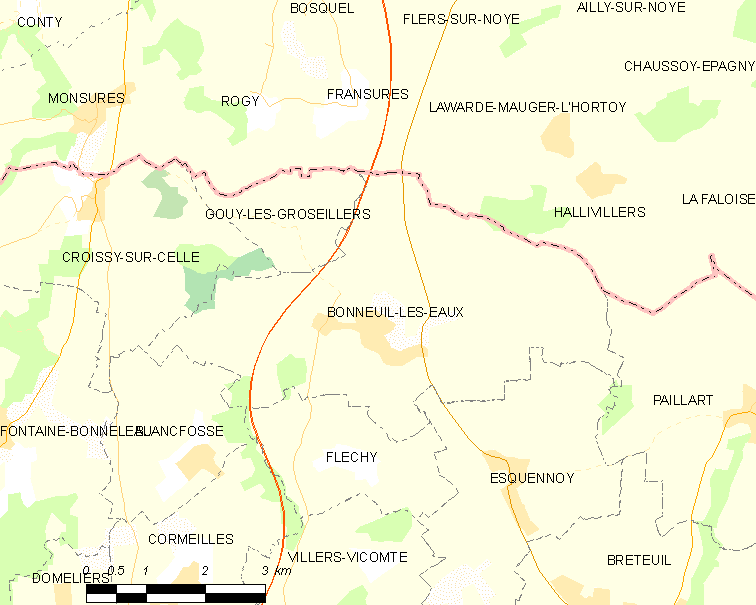
博讷伊莱索的OSM定位图

博讷伊莱索的时区为UTC+01:00、UTC+02:00（夏令时）。

## 行政
博讷伊莱索的邮政编码为60120，INSEE市镇编码为60082。

## 政治
博讷伊莱索所属的省级选区为圣瑞斯特昂绍塞县。

## 人口

1962-2008年间博讷伊莱索人口变化图示

博讷伊莱索于2022年1月1日时的人口数量为780人。